# باول سوبيرغ
باول سوبيرغ (بالفنلندية: Paul Sjöberg)‏ هو ركوب الأمواج ‏ فنلندي، ولد في 14 يوليو 1897 في هانكو في فنلندا، وتوفي في 16 مارس 1978 في هلسنكي في فنلندا.

## وصلات خارجية
- باول سوبيرغ على موقع أوليمبيديا (الإنجليزية)